# Податкова система Естонії
Податкова система Естонії складається з державних і місцевих податків. Відносно висока частка державних доходів забезпечується податками на споживання, а податок на зростання капіталу є одним з найнижчих в Євросоюзі.

## Управління податками
Управління податками в Естонії здійснюється Естонським радою за податками та митами. Значна частина податкових декларацій надається через Інтернет (в 2012 році 94,2% всіх податкових декларацій були представлені в Інтернеті, причому відсотки по ПДВ і митних декларацій набагато вище).

## Податки за типами

### Земельний податок
Земельний податок — це державний податок, який стягується в Естонії спеціально для фінансування місцевих муніципалітетів (є ключовим джерелом). Ставка встановлюється місцевими радами в межах від 0,1% до 2,5%. Земельний податок стягується тільки з вартості землі без урахування будь-яких поліпшень. Дуже небагато вилучення обліковуються в земельний податок, навіть державні установи обкладаються цим податком. Від податків звільнена тільки земля, що належить церкві (але не іншим релігійним установам). Завдяки цьому податку зросла частка приватних землевласників в Естонії до 90% (проти 67,4% у США).

### Прибутковий податок
Прибутковий податок з фізичних осіб в Естонії є де-юре пропорційним, де-факто прогресивним. Ставка на 2015 рік становила 20% (проти 21% рік тому). Надається базове звільнення від податків, яке зростає в разі виховання неповнолітньої дитини, при отриманні пенсії, компенсацій за нещасний випадок на роботі або у зв'язку з професійним захворюванням. Додатково віднімаються ряд витрат: відсотки за житловими кредитами, витрати на навчання, подарунки, пожертвування, добровільні і обов'язкові накопичувальні пенсійні внески, страхування по безробіттю, обов'язкові внески соціального страхування в іноземній державі. Сума вираховуються відсотків по житловому кредиту, витрат на навчання, подарунків та пожертв обмежена. У 2011 році ліміт становив 3196 євро (але не більше 50% доходу платника податку протягом того ж періоду).
Податок на зростання капіталу не стягується, а доходи від передачі цінних паперів або фінансових активів оподатковуються стандартним прибутковим податком. З 2011 року впроваджена нова система, яка дозволяє фізичним особам відкладати податкове зобов'язання, створене на основі доходів від фінансових активів, до моменту використання доходу завдяки інвестиційному рахунку. Інвестиційний рахунок — звичайний грошовий рахунок із зобов'язанням реєстрації всіх грошових переказів. Для досягнення мети за допомогою інвестиційного рахунку дохід, який отримано від фінансових активів, повинен бути негайно зарахований на інвестиційний рахунок. Оподатковувана сума з'явиться, якщо виплати, вироблені з усіх інвестиційних рахунків, перевищать залишок за вкладами на всіх інвестиційних рахунках.

### Соціальні податки та обов'язкові страхові внески
Зарплата, що виплачується працівникам, оподатковується соціальним податком, а також пов'язується зі страхових внесків по безробіттю та виплатою накопичувальної пенсії. Ставка соціального податку становить 33% і застосовується до додаткових допомог, що надаються роботодавцем. Страхові внески на випадок безробіття сплачуються роботодавцем та працівником: 2,8% стягується з валового окладу, 1,4% віднімається з роботодавцями щомісячної валової зарплати. У 2012 році розмір накопичувальної частини пенсії склав 2% від валового окладу працівника, утримувався роботодавцем.

### Податок на прибуток юридичних осіб
У 2015 році податкова ставка становила 20%, але система оподаткування корпоративних доходів в Естонії унікальна тим, що може змінити момент корпоративного оподаткування з моменту отримання прибули до моменту розподілу. Інакше кажучи, отримання прибутку не обов'язково призводить до відповідальності за прибутковий податок, що виникає тільки після розподілу прибутку між співвласниками підприємства. Якщо вона виходить з дивідендів, отриманих від дочірньої компанії, або ж у корпорації є постійне представництво в іншій країні, тоді розподіл прибутку не обкладається податками. Податки на дивіденди відсутні, але розподілений прибуток оподатковується по співвідношенню 20/80% (25%).

### Податок на додану вартість
Ставка ПДВ в Естонії знизилася 1 липня 2009 року до 20% (зниження на 9%). Невелика кількість товарів і послуг не оподатковується. Система ПДВ базується на директиві Ради ЄС 2006/112/ЄС, принципи не відрізняються від аналогічних систем в інших країнах ЄС. Станом на 2012 рік річний поріг для реєстрації відповідальної особи з ПДВ становить 16 тисяч євро.

### Інші податки
Також в Естонії стягуються наступні податки: акцизи на електроенергію, алкоголь, тютюнові вироби, паливо і упаковку; митні збори; податки на азартні ігри і важкі транспортні засоби.